# .30 Remington
El cartucho 30 Remington fue creado en 1906 por la industria  Remington Arms. Esta era la solución de Remington a los populares  cartuchos .30-30 Winchester. La munición se siguió fabricando hasta finales de los ochenta, pero ahora es un candidato para quienes recargan cartuchos manualmente.
La información del .30-30 Winchester puede ser utilizada como referencia segura para el .30 Remington.
A pesar de que estos cartuchos han caído en desuso entre los cazadores, perviven como compuesto original o matriz de los cartuchos 6,8 mm Remington SPC. A diferencia del .30-30, el .30 Remington puede utilizar balas estándar spitzer en lugar de balas con punta redonda cuando de usa en un fusil con cargador interno fijo (Remington Modelo 8) o con cargador tubular (Remington Modelo 14). Esto le da una posible ventaja sobre el cartucho .30-30 que suele utilizarse en fusiles con cargadores tubulares estándar (en los que el uso de las puntiagudas balas spitzer podría provocar la detonación de los cartuchos dentro del cargador).
NOTA
A pesar de que los cartuchos .30 Remington son balísticamente equivalentes a los .30-30 Winchester, no son el mismo cartucho, y por lo tanto, no son intercambiables. Las dimensiones del casquillo difieren entre ambos.